# Angerdorf

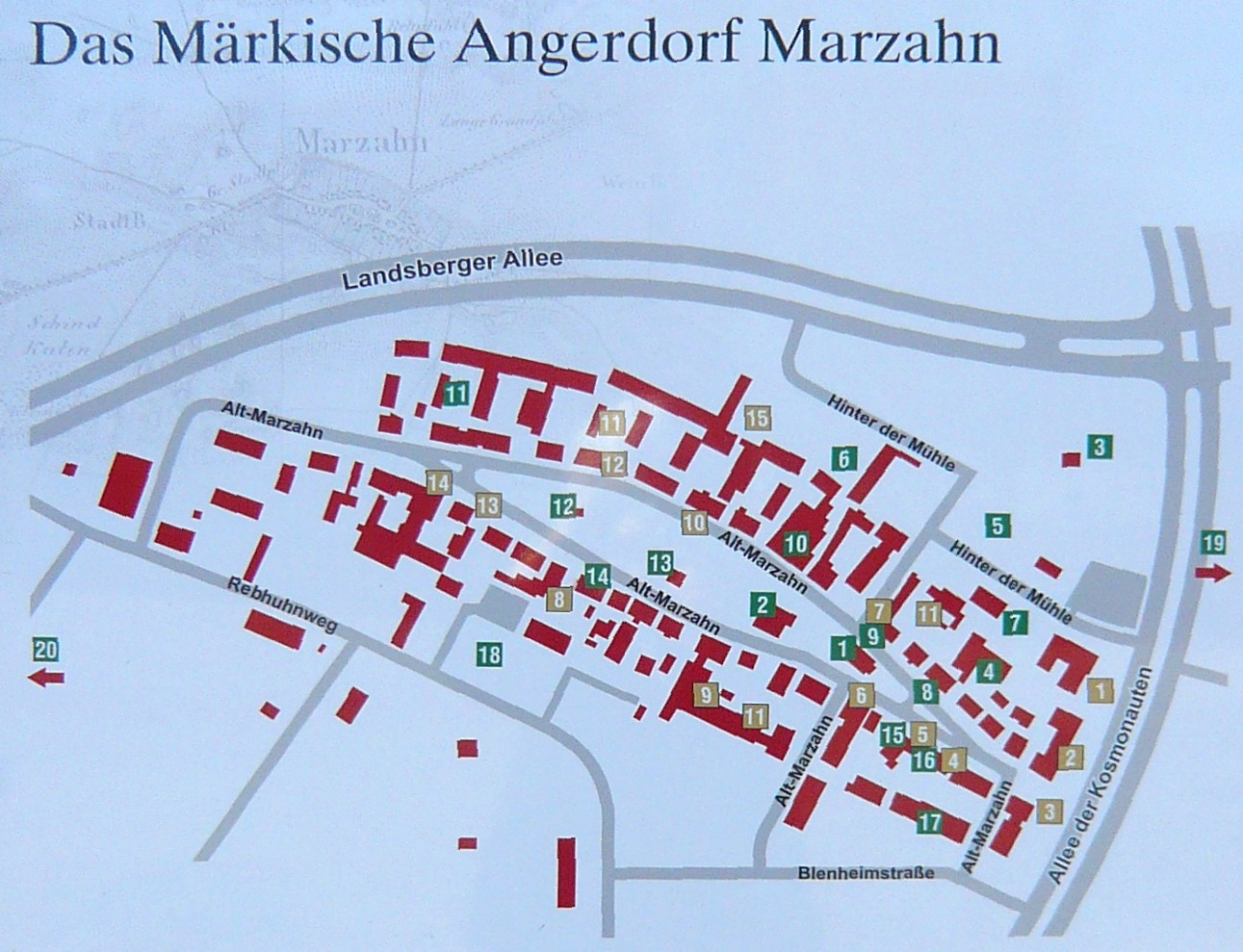
Dorfanger des Dorfes Marzahn

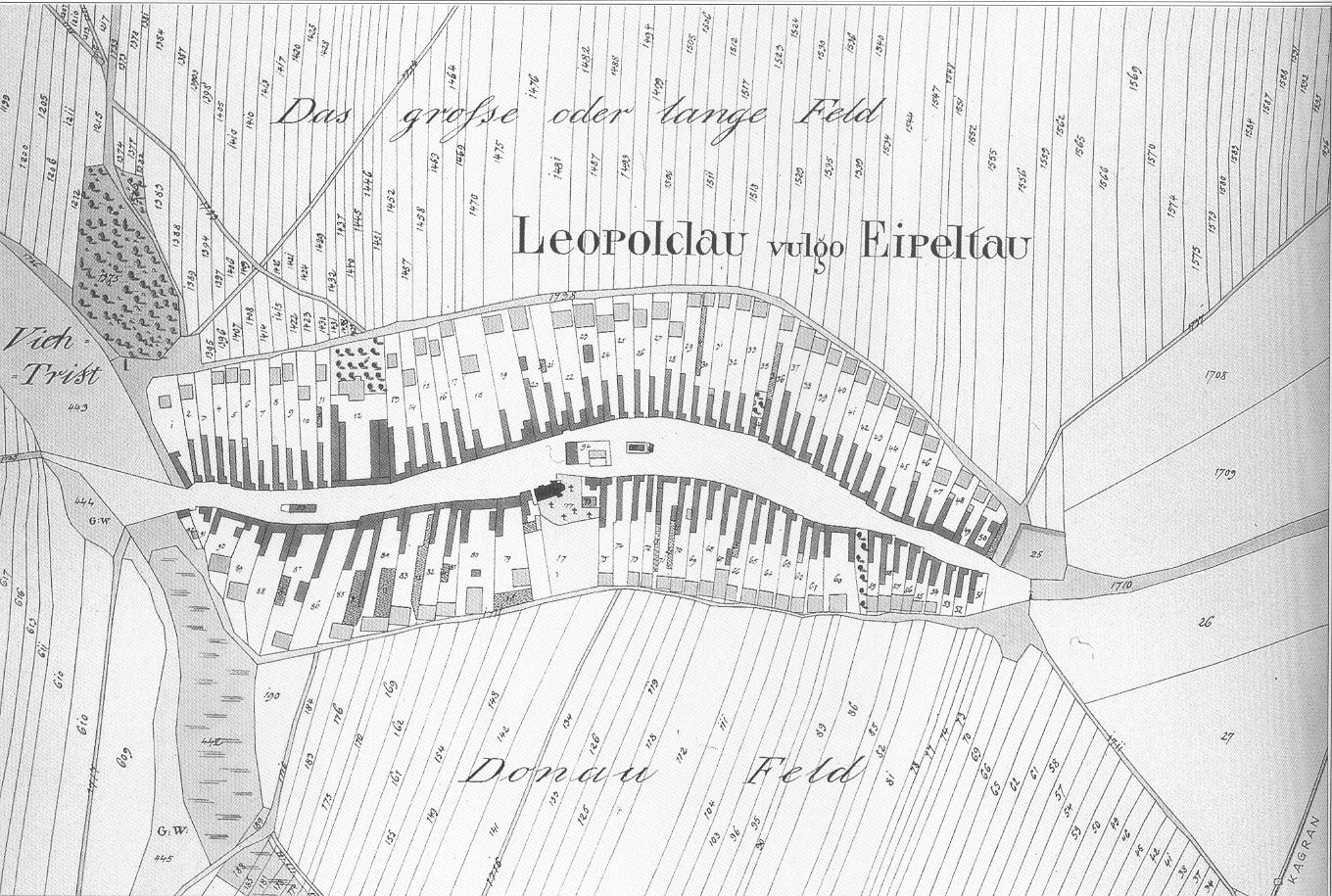
Historische Karte von Leopoldau (Wien) – ein Angerdorf

Ein Angerdorf ist eine Dorfform, welche dadurch gekennzeichnet ist, dass die Häuser und Gehöfte des Dorfes planmäßig um einen zentralen Platz, den Anger (von ahd. angar = Weide oder Grasplatz), angelegt sind – wobei der Anger Gemeinbesitz (Allmende) der Dorfgemeinschaft ist. Der Anger hat meist die Form einer Linse oder eines Auges, kann aber auch verschiedene andere Formen haben: Viereck- oder Dreieckform, Kreis- oder Halbmondform (siehe Abbildungen). Die Vorderseiten der Gebäude stehen traufständig, Stallungen und Scheunen liegen an der Rückseite der Grundstücke (in Österreich Hintaus genannt) und diese sind gegebenenfalls durch einen Wirtschaftsweg verbunden, der in einem äußeren Ring um das Dorf führt.
Auf dem Anger gibt es oftmals einen Dorfteich, und manchmal fließt ein Bach durch den Anger, was heute durch geänderte Grundwasserspiegel häufig nicht mehr einfach zu erkennen ist. Das Gewässer war oft auch der Grund für die Errichtung des Angers. Ursprünglich befanden sich auf dem Anger keine Gebäude, doch im Lauf der Zeit wurden oft weitere gemeinschaftlich genutzte Einrichtungen auf dem Anger angesiedelt, wie etwa die Dorfkirche, die Dorfschule, eine Schmiede oder ein Backhaus.
Angerdörfer kommen in Mitteleuropa vor allem auf Grundmoränenplatten und in Lössgebieten vor, in Deutschland vor allem in Ost- und Ostmitteldeutschland. Sie wurden oft während der deutschen Ostkolonisation im Mittelalter angelegt und sind darum auch in vielen westungarischen Dörfern (so etwa im heute burgenländischen Loretto) noch unverbaut erhalten.
In Österreich überwiegt diese Dorfform im Waldviertel und Weinviertel Niederösterreichs, im Wiener Becken, im Burgenland sowie in der Ost- und Süd-Steiermark.
Es gibt Angerdörfer auch in Frankreich, besonders in Lothringen (z. B. Sommerviller oder Rozelieures), im Elsass und in Nordengland (z. B. Maulds Meaburn).

## Bildergalerie

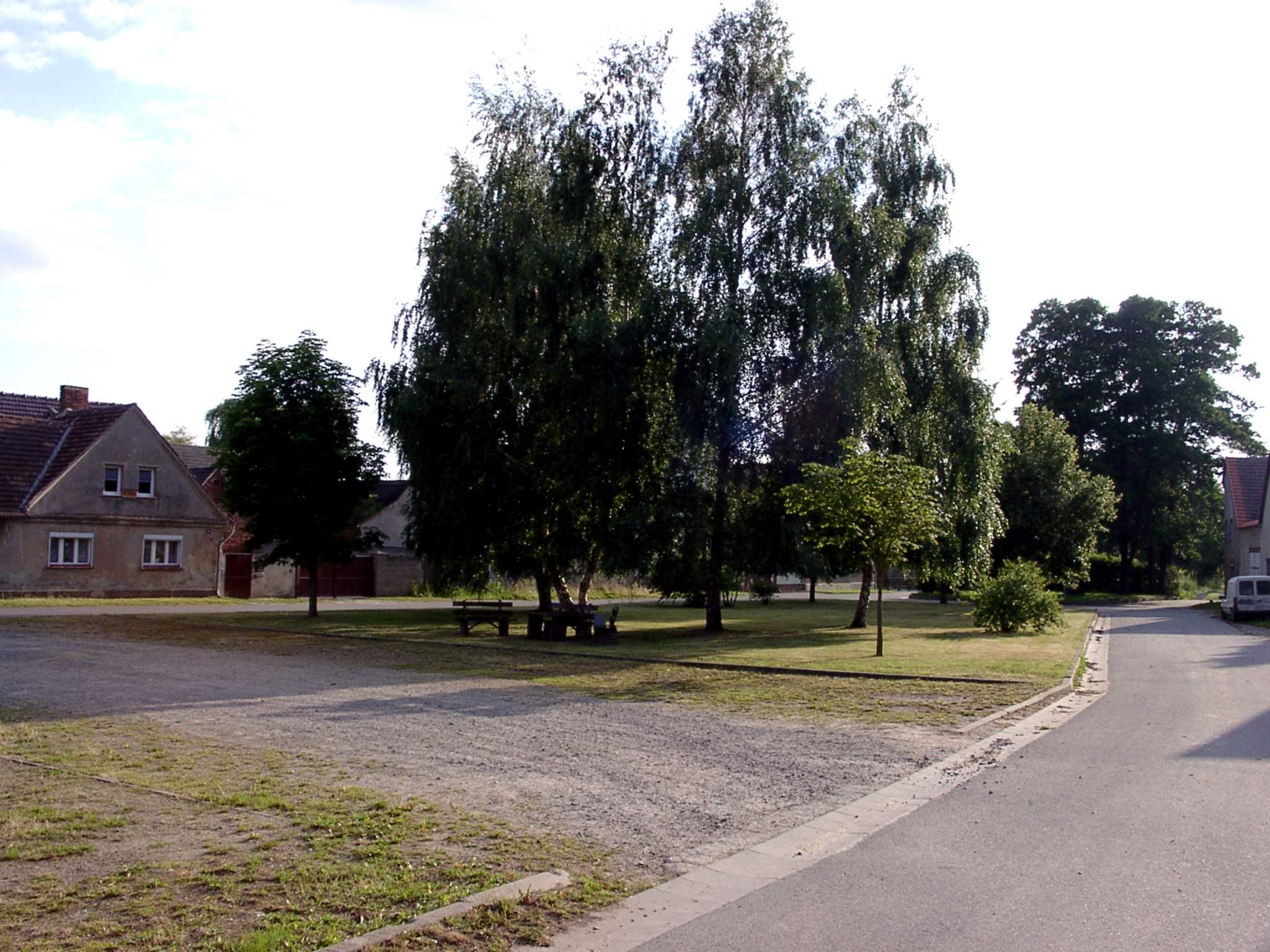
Dorfanger von Schilda (Brandenburg)
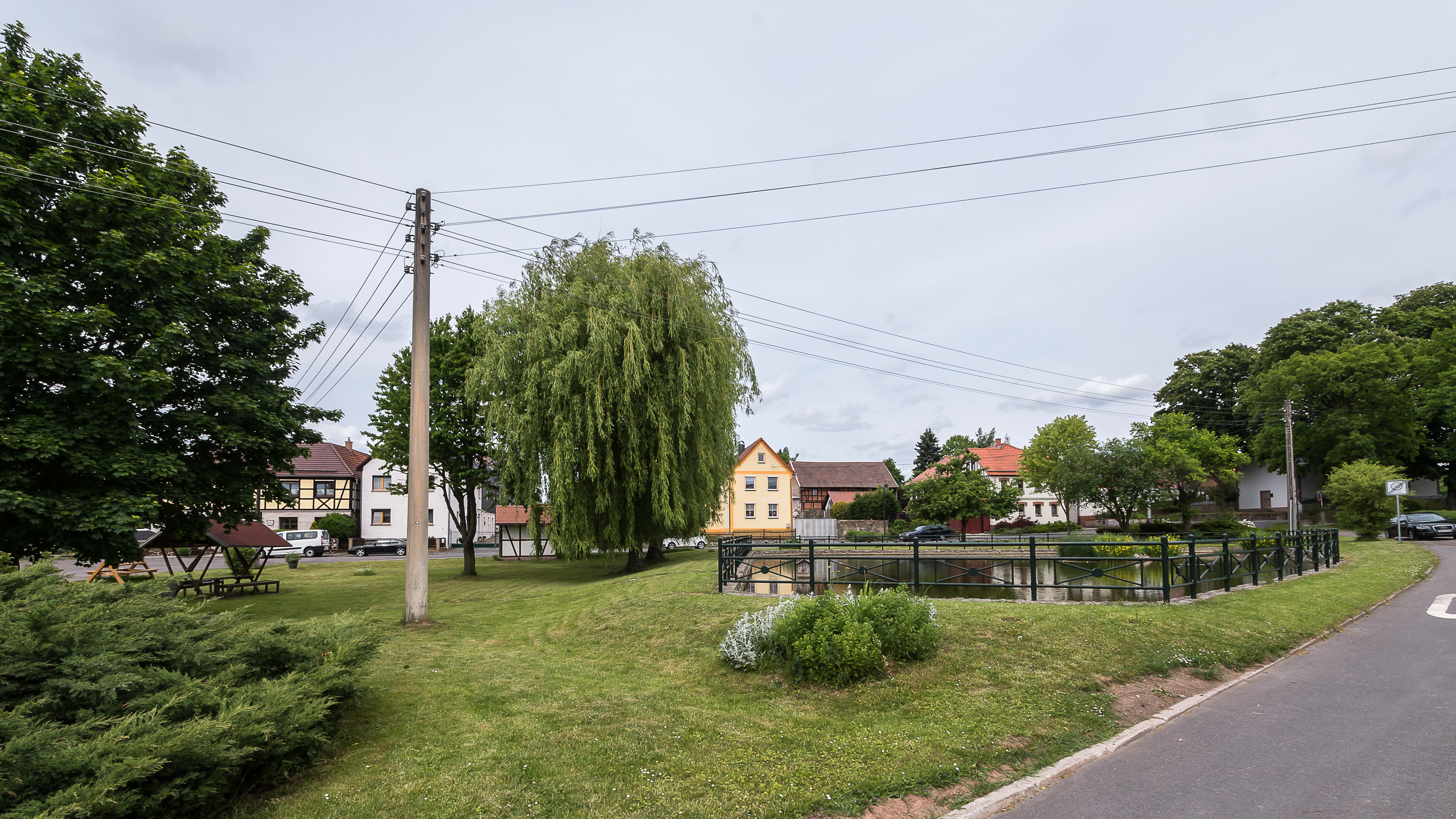
Anger von Schmorda (Thüringen)
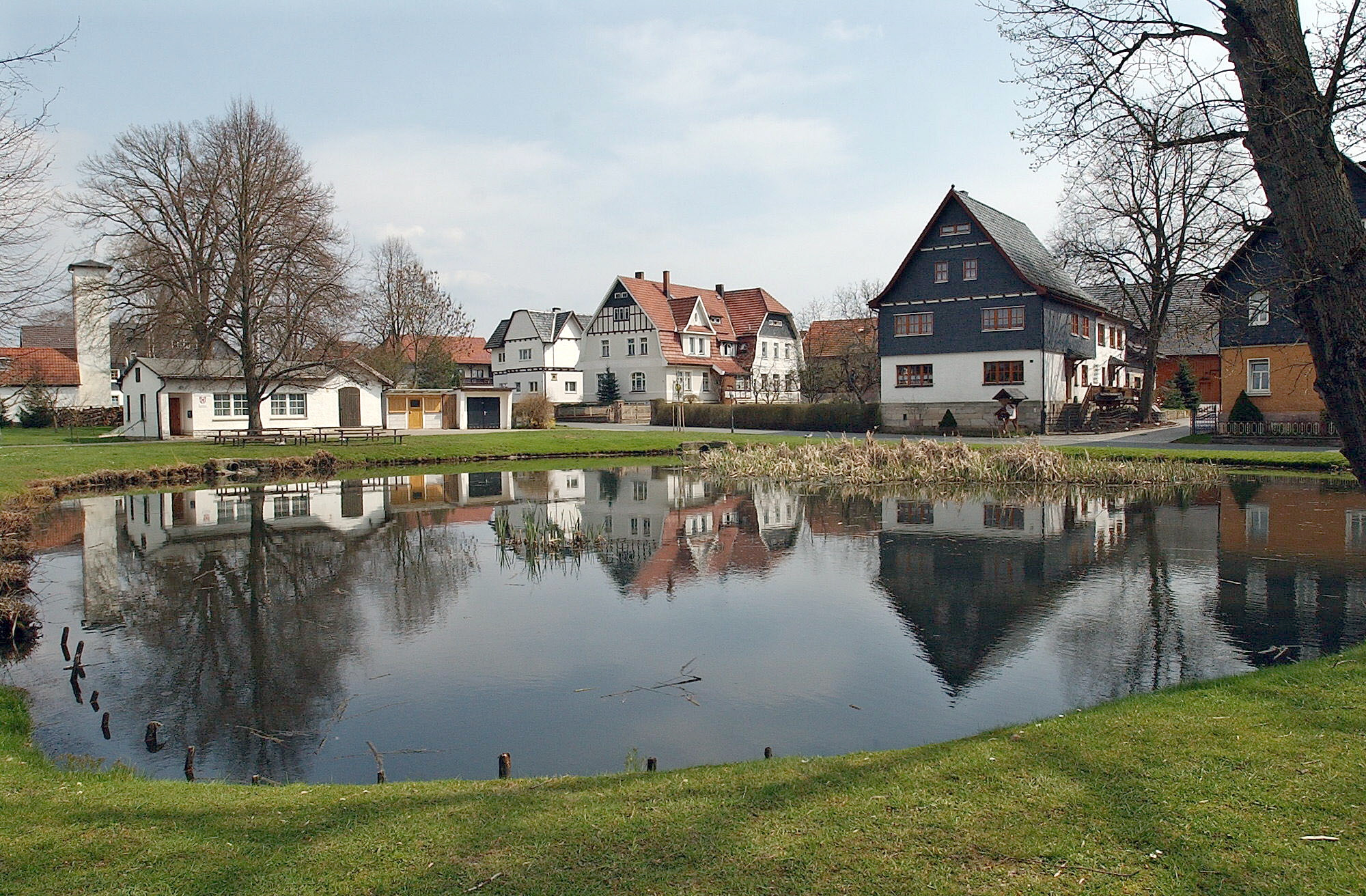
Dorfteich im Anger von Hönbach (Thüringen)
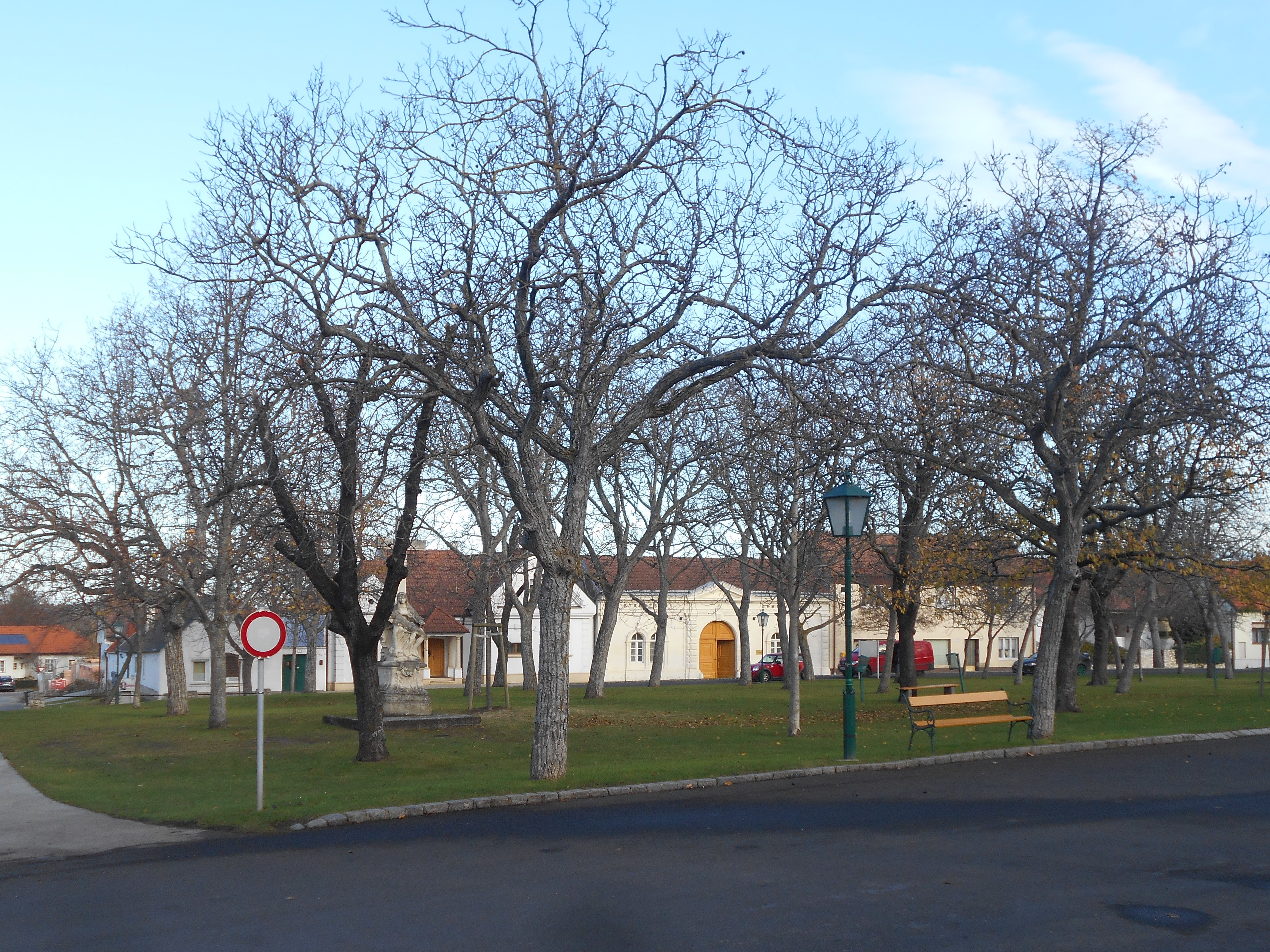
Anger von Loretto (Burgenland)